# 마오위안신

마오쩌둥과 마오위안신

마오위안신(중국어 간체자: 毛远新, 정체자: 毛遠新, 병음: Máo Yuǎnxīn, 1941년 2월 14일 ~ )은 중국의 정치인이다.

## 생애
1941년 2월 14일에 신장성 디화시(현재의 신장 위구르 자치구 우루무치시)에서 태어났으며 마오쩌둥의 동생인 마오쩌민과 중국 공산당의 지하당원이었던 주단화 부부의 아들로 태어났다. 마오위안신은 주단화가 마오쩌민과 함께 체포된 이후에 수감되어 있던 감옥에서 태어났는데 주단화가 재혼한 이후에는 자신의 삼촌인 마오쩌둥의 손에서 성장했다. 1960년에 칭화 대학에 입학했고 나중에 중국인민해방군 군사공정학원(현재의 국방과학기술대학)으로 편입되었다.
1968년에는 랴오닝성 혁명위원회 부주임, 중국인민해방군 선양 군구 정치부 부주임으로 임명되었다. 문화 대혁명 시기에는 장칭과의 동맹 관계를 맺으면서 마오쩌둥 일가와 홍위병의 활동을 찬양하는 정치 활동을 전개했다. 1973년에는 중국 공산당 랴오닝성 당서기로 임명되었고 1974년에는 중국인민해방군 선양 군구 정치부 부주임 정치위원으로 임명되었다. 1975년에는 중국 공산당 중앙정치국 연락위원으로 활동하는 한편 알츠하이머병 합병증으로 인해 정치 활동을 할 수 없게 된 마오쩌둥을 대신해서 중국 공산당 정치국 회의에 참석했다. 하지만 1976년 10월에 사인방이 체포되면서 몰락했고 1977년에 공식적으로 체포되었다.
1986년에는 중국인민해방군 군사법원으로부터 징역 17년형을 선고받았다. 1993년 10월에 출소한 이후에 "리스"(李實)로 이름을 바꾸고 상하이 자동차 공업 질량 검측 연구소에서 기술자로 근무했다. 2001년에 은퇴한 이후에 고참 기술자 자격에 따라 연금을 받았다. 2012년 10월에는 허난성 시촨현을 방문하여 남수북조 사업의 진척 상황을 둘러보았다. 2013년 12월에는 후난성에서 열린 마오쩌둥 탄신 120주년 기념 행사에 참석했다.